# Club Deportivo Chile
El Club Deportivo Chile es un equipo de fútbol de Uyumbicho (Cantón Mejía), Provincia de Pichincha, Ecuador. Fue fundado el 10 de agosto de 1942, y actualmente disputa la Liga Deportiva Cantonal de Mejía, campeonato amateur afiliado a la Asociación de Fútbol No Amateur de Pichincha (AFNA).
Su mayor logro fue disputar la Segunda Categoría de Pichincha, segunda división provincial, durante ocho temporadas. 
El Deportivo Chile ejerce de local en el Estadio El Chan, recinto inaugurado en 1970, con capacidad para 10.000 espectadores.

## Historia
El Club Chile nace un 10 de agosto de 1942, cuando el Presidente del Ecuador, Carlos Arroyo del Río, conforme con las prescripciones legales y a pedido del Ministerio de Deportes, declara aprobar los estatutos del Club Deportivo Chile, domiciliado en la parroquia de Uyumbicho, Cantón Mejía, Provincia de Pichincha.
Después de disputar por varios años la Liga Cantonal de Mejía, el Chile de Uyumbicho obtiene la Copa Pichincha 2006, logrando así el ascenso a la segunda categoría provincial organizada por AFNA. Allí pese a las constantes dificultades económicas se mantiene durante 8 temporadas, enfrentándose en cancha a clubes que actualmente están o estuvieron en la Primera División nacional tales como Aucas, Independiente del Valle, América y Clan Juvenil, sin embargo al finalizar último en el Campeonato de Segunda Categoría de Pichincha 2014, descendió a su liga amateur, la Liga Deportiva Cantonal de Mejía, en donde se desempeña a día de hoy.
El equipo volvió a clasificarse para jugar la final de la Copa Pichincha en 2019, pero perdió la definición ante Deportivo Quito, jugada en el Estadio Olímpico Atahualpa, mediante definición a penales (5 a 4) tras empatar 2 a 2 en los 90 minutos.

## Palmarés
- Copa Pichincha (1): 2006
- Subcampeón de Copa Pichincha (1): 2019